# Archidiocèse de Durango
L'archidiocèse de Durango (en latin : Archidioecesis Durangensis ; en espagnol : Arquidiócesis de Durango) est un archidiocèse métropolitain de l'Église catholique du Mexique.

## Territoire

Archidiocèse de Durango
Suffragants

Il comprend les municipalités de Canatlán, Coneto de Comonfort, Cuencamé, Durango, El Oro, Guadalupe Victoria, Guanacevi, Hidalgo, Indé, Mezquital, Nombre de Dios, Nuevo Ideal, Ocampo, Pánuco de Coronado, Peñon Blanco, Poanas, Rodeo, San Bernardo, San Juan del Rio, Santiago Papasquiaro, Suchil, Tepehuanes et Vicente Guerrero de l'État de Durango et les municipalités de Chalchihuites, General Francisco R. Murguía, Jiménez del Teul, Juan Aldama, Miguel Auza, Río Grande, Saín Alto et Sombrerete de l'État de Zacatecas.
Le siège archiépiscopal est dans la ville de Durango où se trouve la cathédrale-basilique de l'Immaculée-Conception et le sanctuaire Notre-Dame-de-Guadalupe.

## Historique
L'érection du diocèse de la Nouvelle-Biscaye avec siège à Durango est décidée lors du consistoire du 28 septembre 1620 à la demande du roi Philippe III d'Espagne et sanctionnée par la bulle Altitudo du pape Paul V du 11 octobre 1620 en prenant une partie du territoire du diocèse de Guadalajara (aujourd'hui archidiocèse de Guadalajara),.
À l'origine, le territoire du nouveau diocèse est immense ; il comprend les États du Mexique actuels de Durango, Sinaloa, Sonora et Chihuahua et des parties des États de Coahuila et Zacatecas, ainsi que les États actuels de Californie, Arizona et Nouveau-Mexique des États-Unis. (À l'époque Durango est la capitale de la province de la Nouvelle-Biscaye au sein de la vice-royauté de la Nouvelle-Espagne).
Le séminaire diocésain est créé en 1705 par l'évêque Ignacio Diez de la Barrera. Le diocèse cède une partie de son territoire le 7 mai 1779 pour l'érection du diocèse de Sonora (aujourd'hui archidiocèse de Hermosillo). Il cède une autre portion de territoire le 23 juillet 1850 pour la création du vicariat apostolique du Nouveau-Mexique (aujourd'hui archidiocèse de Santa Fe). Il intègre la province ecclésiastique de l'archidiocèse de Guadalajara en vertu de la bulle Romana Ecclesia du pape Pie IX émise le 26 janvier 1863.
Par la bulle Illud in primis de Léon XIII du 23 juin 1891, il cède une portion de territoire pour l'érection des diocèses de Saltillo et Chihuahua (aujourd'hui archidiocèse de Chihuahua); le même jour, il est élevé au rang d'archidiocèse métropolitain avec pour suffragants les diocèses de Chihuahua, Sinaloa (aujourd'hui diocèse de Culiacán), Hermosillo et le vicariat apostolique de Basse-Californie (aujourd'hui archidiocèse de Tijuana).
Au XXe et XXIe siècles, il cède à plusieurs reprises des parties de son territoire pour la création de nouvelles circonscriptions ecclésiastiques : le 22 novembre 1958 pour le diocèse de Mazatlán, le 13 janvier 1962 pour la prélature territoriale de Jesús María, le 10 juin 1968 pour la prélature territoriale d'El Saltoet le 25 novembre 2008 pour le diocèse de Gómez Palacio.

## Évêques et archevêques
- Liste des évêques et archevêques de Durango